# Marion Maubon
Pour les articles homonymes, voir Maubon.

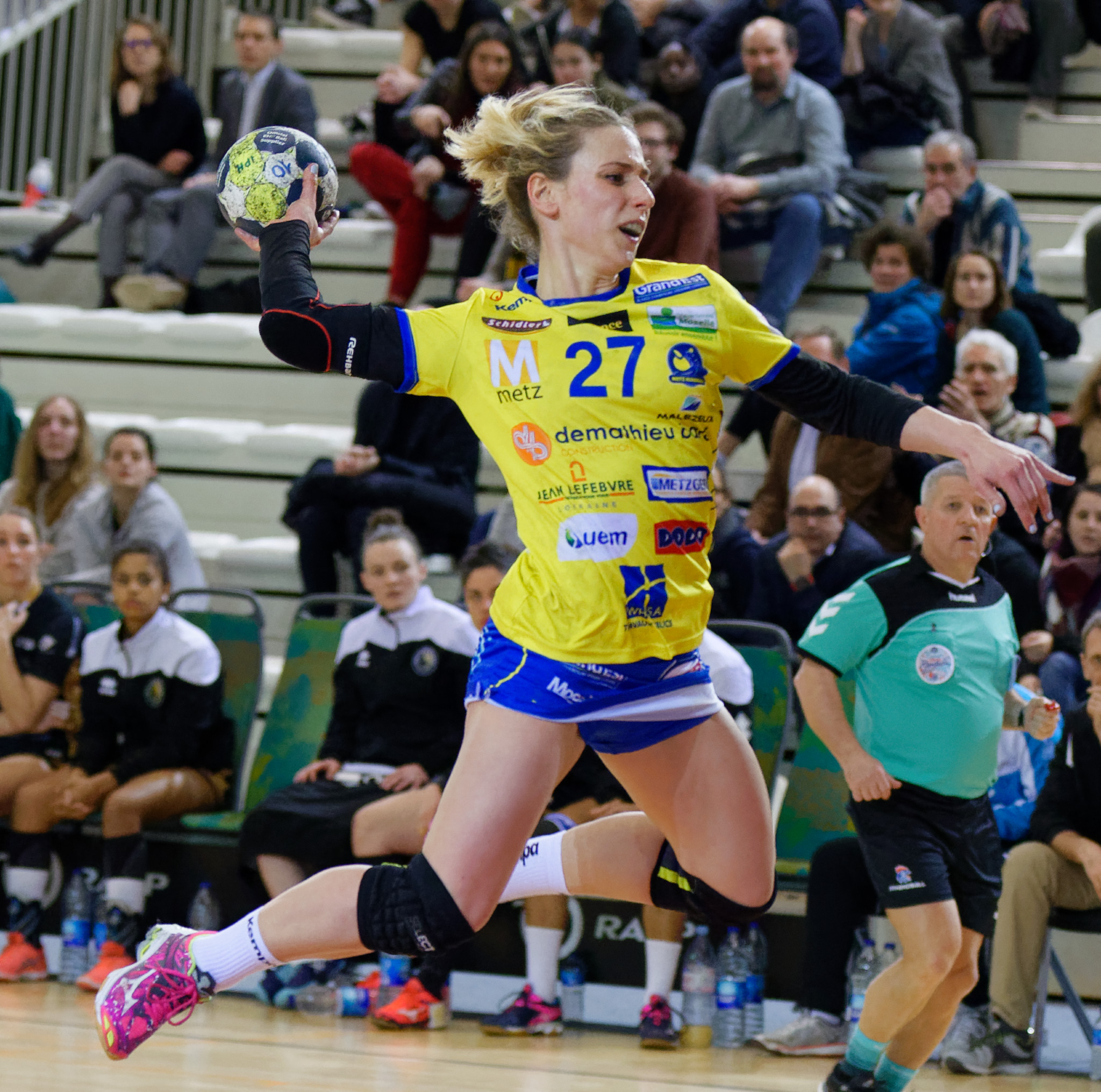
Marion Maubon avec Metz, le 14 mars 2018.

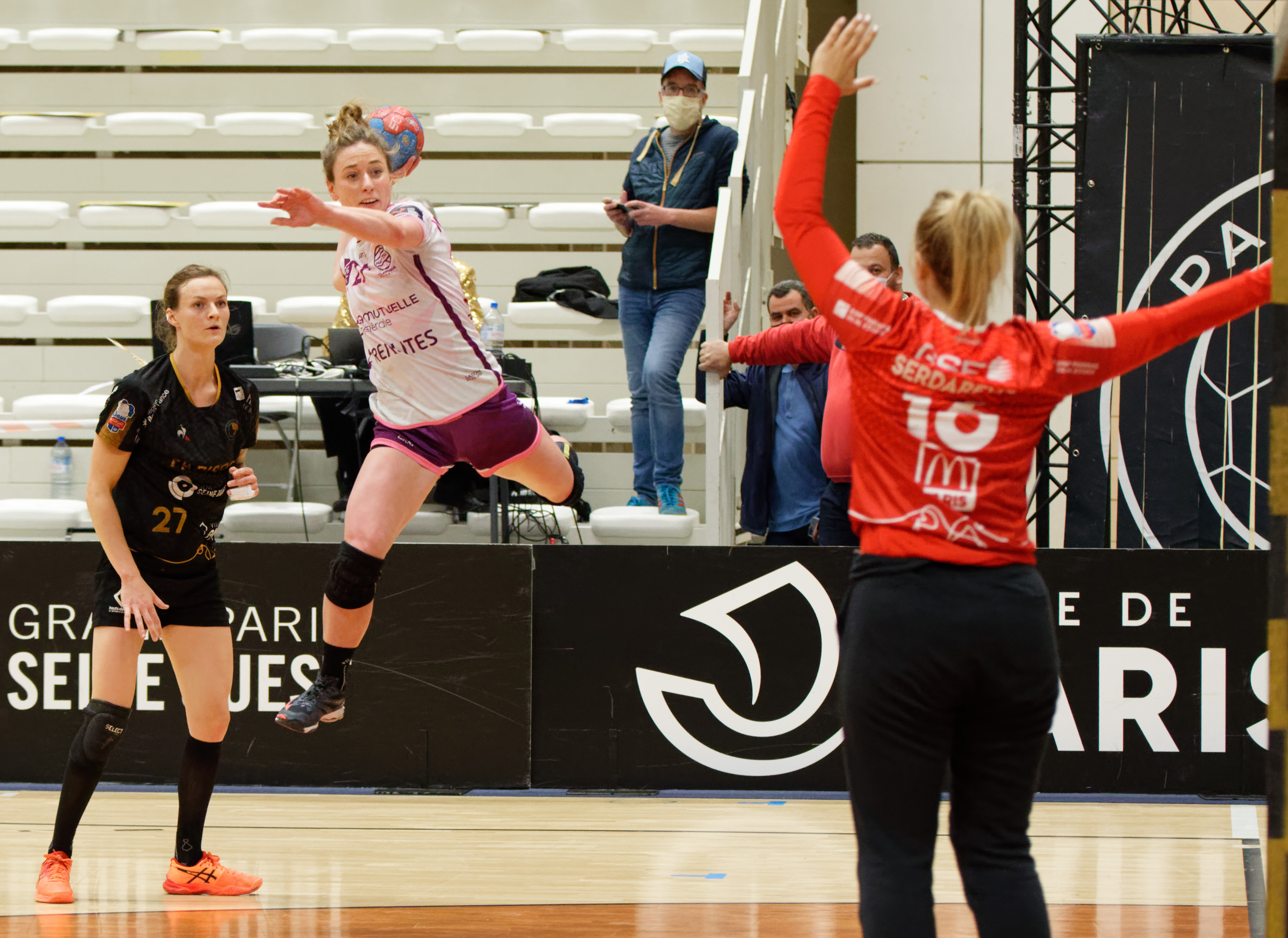
Marion Maubon avec les Neptunes de Nantes en mai 2021.

Marion Maubon, née le 27 juillet 1989 à Bordeaux, est une joueuse de handball française évoluant au poste d'ailière gauche  au Stade pessacais UC.

## Biographie
Sélectionnée en équipes de France dans les catégories de jeunes, elle participe notamment au championnat d'Europe junior 2007 et au championnat du monde junior 2008.
Durant cinq saisons à Bègles, elle évolue en deuxième division après la relégation du club à l'été 2008. En deuxième division, elle se fait remarquer parmi les meilleures ailières gauches du championnat.
A l'intersaison 2012, elle s'engage avec Mios-Biganos, équipe largement remaniée et en reconstruction. En 2014, elle devient capitaine du club, entre-temps devenu Union Bègles Bordeaux-Mios Biganos. Elle atteint la finale de la coupe de la Ligue 2015, et surtout remporte la coupe Challenge 2015 après avoir vaincu les polonaises du SPR Pogoń Szczecin en finale.
Pour la saison 2015-2016, elle s'engage en faveur du Metz Handball. En mai 2016, elle remporte avec Metz son premier titre de championne de France, après une finale gagnée face à Fleury Loiret. Elle prend une part importante lors de la victoire du match retour de la finale avec 7 buts inscrits.
Parfaitement intégrée, elle prolonge son contrat d'une saison avec Metz Handball en février 2017. Pour la saison 2017-2018, elle fera la paire avec l'internationale française Manon Houette sur son aile gauche.
Quelques jours plus tard, à l'occasion de la convocation d'une équipe de France A', elle est appelée par Olivier Krumbholz, sélectionneur national, à participer à un stage concomitant à l'étape de mars de la Golden League.
En fin de saison, elle gagne un deuxième titre de champion de France et remporte la finale de coupe de France avec Metz. Elle est également appelée à participer au stage de fin de saison de l'équipe de France mais n'est pas retenue pour les deux matchs amicaux face à la Norvège.
À la fin de la saison 2017-2018, elle remporte son troisième titre de championne de France. À l'automne 2018, elle est appelée en équipe de France lors d'un stage de préparation à l'Euro 2018.
Elle participe à la belle saison 2018-2019 des messines durant laquelle le club atteint les demi-finales de la Ligue des champions et remporte le championnat, pour la quatrième fois consécutive, et la coupe de France. 
À l'été 2019, en l'absence de nombreuses titulaires laissées au repos et à l'occasion d'une large revue d'effectif, elle est retenue pour un stage de préparation avec l'équipe de France. Victime d'un choc en quart de finale de le Ligue des champions, elle finit néanmoins la saison mais se fait ensuite opérer d'une hernie discale des cervicales durant l'été et elle est contrainte de déclarer forfait pour le rassemblement de l'équipe de France.
En 2020, elle rejoint le Nantes Atlantique HB avec lequel elle remporte la Ligue européenne (C3). Mais au terme la saison, la capitaine décide d'interrompre sa carrière de handballeuse une année afin de se consacrer à ses études d'ostéopathie. Un an plus tard, elle signe au Stade pessacais UC qui évolue en Nationale 1 (D3).

## Palmarès

### En club
compétitions internationales
- vainqueur de la coupe Challenge (C4) en 2015 (avec l'Union Mios Biganos-Bègles)
- quatrième de la Ligue des champions en 2019 (avec Metz Handball)
- vainqueur de la Ligue européenne (C3) en 2021 (avec le Nantes AHB)

compétitions nationales
- championne de France en 2016, 2017, 2018 et 2019 (avec Metz Handball)
- vainqueur de la coupe de France en 2017 et 2019 (avec Metz Handball)
- finaliste de la coupe de la Ligue en 2015 (avec Union Mios Biganos-Bègles)
- finaliste de la Coupe de France (1) 2021  (avec le Nantes Atlantique Handball)

### En sélection
autres
- 7e place du championnat du monde junior en 2008[19]
- 5e place du championnat d'Europe junior en 2007[20]